# Xupu Bridge
Il Xupu Bridge (cinese semplificato: 徐浦大桥; cinese tradizionale: 徐浦大橋; pinyin: Xúpǔ Dàqiáo), è un ponte strallato che attraversa il fiume Huangpu a Shanghai in Cina.
Fu chiamato Xupu dalle iniziali dei quartieri Xuhui e Pudong. Fu aperto nel 1997 e d è attraversato da 8 corsie della superstrada S20 Outer Ring Expressway.